# Henri Peyre
Henri-Maurice Peyre, né le 21 février 1901 à Paris et mort le 9 décembre 1988 à Norwalk, Connecticut (États-Unis), est un universitaire français, historien de la littérature, qui enseigna à l'université Yale.

## Biographie
Il était diplômé de l'École normale supérieure et de la Sorbonne et il fut en 1931 reçu docteur de la faculté des lettres de Paris et conjointement de l'université Yale.

## Œuvres[3]
- Louis Ménard 1822-1901 [thèse Sorbonne, 1931], New Haven, Yale University Press (Yale romanic studies, 5), 1932, 605pp
- Hommes et œuvres du XXe siècle, R.-A. Corrêa, 1938, 345 p.
- Le Classicisme français, Éditions de la Maison française, 1942, 271 p.
- Problèmes français de demain : réflexions à propos d’un livre récent, Moretus Press, 1943, 48 p.
- Ouvrages français parus depuis la guerre (septembre 1939-septembre 1942), Columbia University Press, 1943, 108 p.
- The Significance of Surrealism, 1948
- Existentialism - a Literature of Despair?, 1949
- Connaissance de Baudelaire, Librairie José Corti, 1951, 235 p.
- Excellence and Leadership in a Democracy, American Academy of Arts and Sciences, 1961, 166 p.
- Baudelaire: a collection of critical essays, Prentice-Hall, 1962, 184 p.
- Albert Camus moraliste Randolph-Macon Woman's College, 1962, 22 p.
- Modern Literature: The literature of France, avec George Lincoln Anderson, vol.1 de Modern Literature, The Princeton studies: humanistic scholarship in America, Prentice-Hall, 1966,
- The failures of criticism, Cornell University Press, 1967, 363 p.
- Hugo, Presses universitaires de France, 1972, 127 p.
- Renan et la Grèce, L’Éveil de la Haute-Loire, 1973, 125 p.
- L'influence des littératures antiques sur la littérature française moderne, AMS Press, 1973.
- Qu'est-ce que le symbolisme ?, Presses universitaires de France, 1974, 262 p.
- French literature from 1600 to the present, avec William Driver Howarth et John Cruickshank, Methuen, 1974, 161 p.
- French literary imagination and Dostoevsky and other essays, University of Alabama Press, 1975, 164 p.
- La littérature symboliste, Presses universitaires de France, 1976, 127 p.

## Distinction
- Prix Théodore-Véran de la Société des Gens de Lettres en 1922[4]